# Balderön
Balderön är en ö i Vårdö kommun på Åland. Den ligger mellan udden och byn Grundsunda på fasta Vårdö i nordöst och ön och byn Bussö i sydväst. Den skiljer Bussö fjärden i väster från Bergö fjärden i sydöst. Norr om Balderön ligger Grundsunda fjärden. Balderön skiljs från Grundsunda av det 100 meter breda Balderö sund.
Öns area är 1 kvadratkilometer och dess största längd är 1,7 kilometer i nord-sydlig riktning.
Terrängen på Balderön är skogig. Förutom den vanliga hällmarkstallskogen finns här även inslag av blåbärsgranskog. Balderön är obebyggd, men det finns en skogsväg från en brygga vid Balderö sund.